# Brahms Kontor

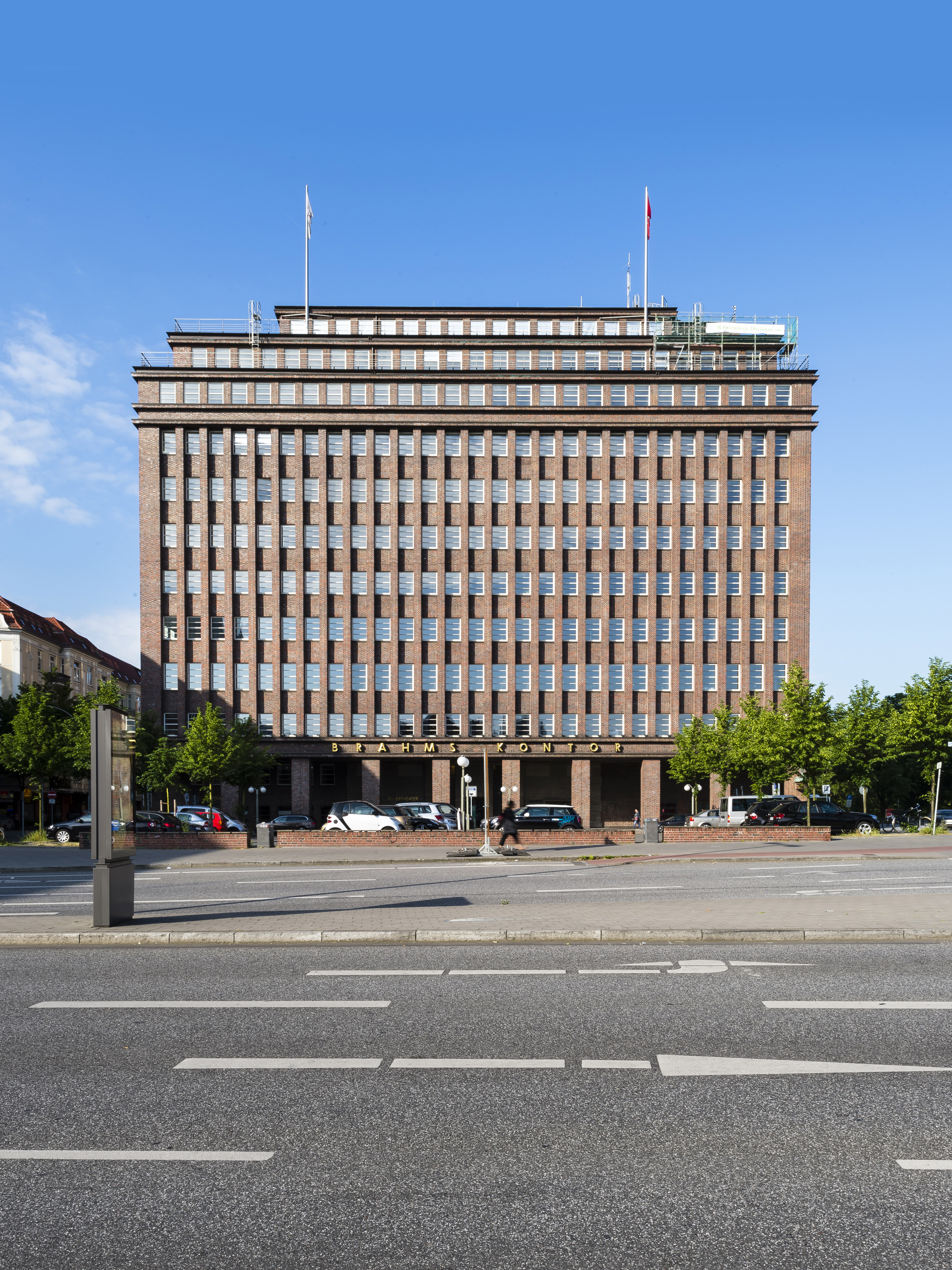
Ansicht vom Johannes-Brahms-Platz (2015)

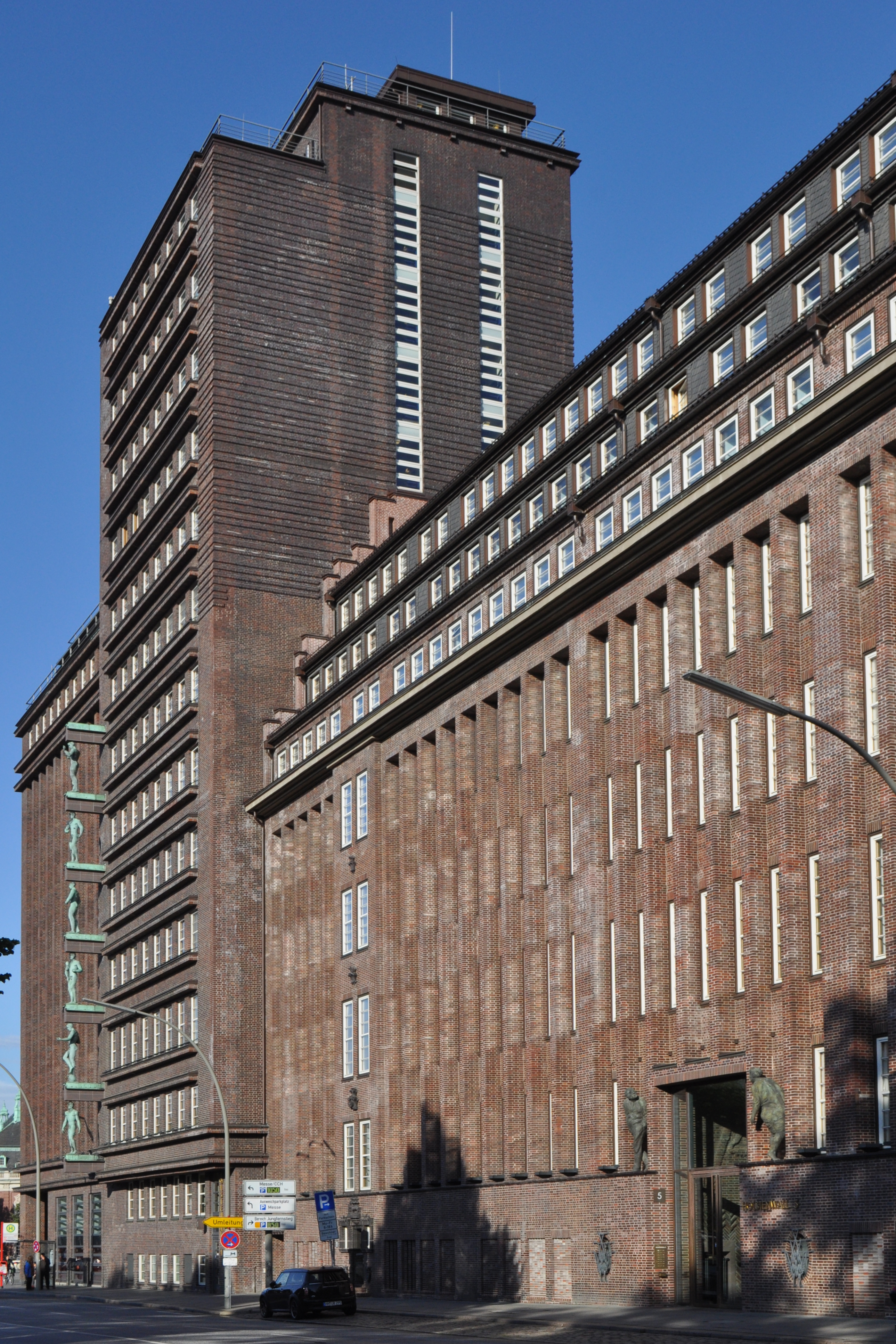
Ansicht vom Holstenwall (2014)

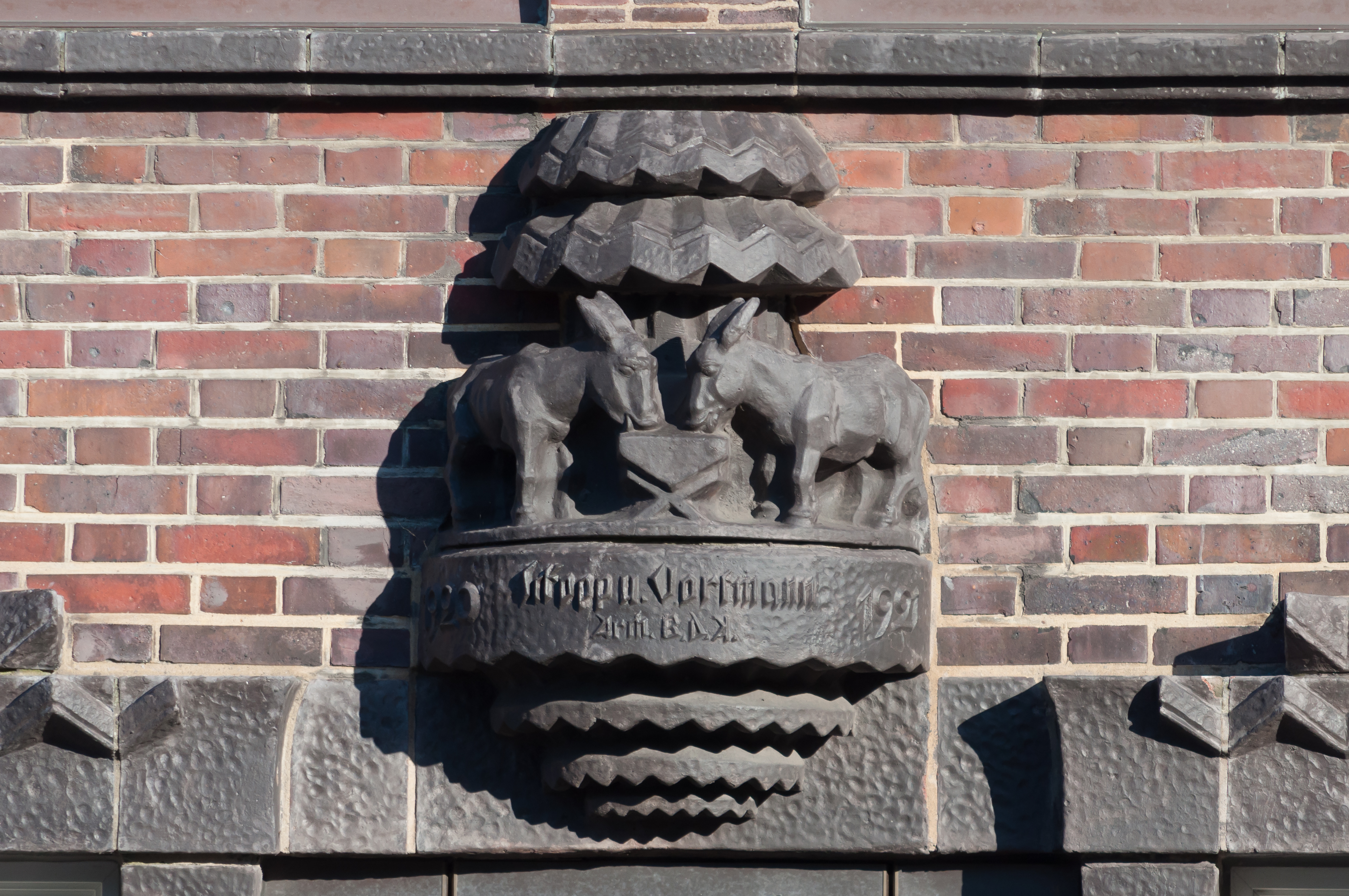
Fassadenrelief mit den Namen der Architekten Sckopp und Vortmann (1920–1921)

Brahms Kontor heißt seit 2005 ein Kontorhaus am Johannes-Brahms-Platz in der Hamburger Neustadt, das von 1903 bis 1931 in mehreren Bauabschnitten vom Deutschnationalen Handlungsgehilfen-Verband errichtet wurde. Das zuletzt 1927–1931 entstandene 55 Meter hohe Hochhaus mit seinen 15 Geschossen war seinerzeit der höchste Profanbau Hamburgs. Von etwa 1965 bis 2005 hieß es DAG-Haus. Seit 2003 steht der Komplex unter Denkmalschutz.

## Geschichte
Der 1893 in Hamburg gegründete Deutschnationale Handlungsgehilfen-Verband (DHV) ließ 1903–1904 von den Hamburger Architekten Lundt & Kallmorgen auf dem Grundstück Holstenwall 4 (heute: 3–5) ein fünfgeschossiges Wohn- und Geschäftshaus errichten, das von 1919 bis 1921 durch die Architekten Ferdinand Sckopp und Wilhelm Vortmann auf acht Etagen aufgestockt und mit einer schlichten Klinkerfassade versehen wurde. Von denselben Architekten wurde 1927 bis 1931 der Bauteil am Johannes-Brahms-Platz (seinerzeit Holstenplatz) mit dem Seitentrakt am Pilatuspool angefügt, ein klinkerverkleideter Stahlskelettbau.
Die Bauten wurden u. a. von der Geschäftsleitung und Verwaltung des DHV und der mit diesem verbundenen Deutschnationalen Krankenkasse, Ersatzkasse sowie der ebenfalls zum DHV gehörenden Versicherungsgruppe Deutscher Ring genutzt. 1933 wurde der DHV gleichgeschaltet, in die Deutsche Arbeitsfront integriert und 1934 aufgelöst. Der Altbau am Holstenwall wurde an die Berufskrankenkasse der Kaufmannsgehilfen (Ersatzkasse), das Hochhaus an den Deutschen Ring verkauft.
Während der Altbau am Holstenwall bei einem Bombenangriff schweren Schaden nahm, überstand das Hochhaus den Zweiten Weltkrieg weitgehend intakt. Es wurde zunächst von den britischen Besatzungstruppen beschlagnahmt. Danach wurde es von der Versicherungsgruppe Neue Welt genutzt, die nach der Liquidation des Deutschen Rings durch das Kontrollratsgesetz Nr. 57 vom 30. August 1947 dessen Geschäftsbetrieb übernommen hatte und sich ab 1953 wieder Deutscher Ring nannte. Es beherbergte auch das Weltwirtschaftsarchiv und das Polizeipräsidium, bis dieses 1962 ein neues Hochhaus am Berliner Tor bezog. Noch während der Sturmflut 1962 diente es dem damaligen Innensenator Helmut Schmidt als Einsatzzentrale.
Das auf die Ersatzkasse DAK übergegangene Grundstück am Holstenwall übertrug diese 1956 an die 1949 gegründete Deutsche Angestellten-Gewerkschaft (DAG), der 1959 dann auch das Hochhaus zugesprochen wurde. Dort konnte, nachdem der Deutsche Ring 1965 in einen eigenen Neubau an der Ost-West-Straße (heute: Ludwig-Erhard-Straße) gezogen war, endlich die gesamte Verwaltung und der Vorstand der DAG untergebracht werden. Über Jahrzehnte mieteten auch die Justizbehörden Räume sowohl am Holstenwall als auch im Hochhaus für die Staatsanwaltschaft, das Amts- und Landgericht und für Klausurprüfungen bei den juristischen Staatsexamina.
Nachdem die DAG 2001 in der Gewerkschaft Ver.di mit neuem Hauptsitz in Berlin aufgegangen war, lief die Eigennutzung des Hochhauses aus. Eigentümer des Gebäudes ist nun eine der Gewerkschaft Ver.di gehörende Vermögensverwaltung. Die Instandsetzung, die rund 36 Millionen Euro kostete und bei der das Gebäude teilweise entkernt wurde, wurde von dem Architekturbüro Kleffel Köhnholdt Papay Warncke geplant und geleitet. Seit 2005 wird das Gebäude unter seinem neuen Namen Brahms Kontor vermarktet.
Der Johannes-Brahms-Platz erhielt diesen Namen erst 1997 zum 100. Todestag von Johannes Brahms. Er erschien für die dem Brahms Kontor gegenüberliegende Laeiszhalle mit Brahms-Denkmälern werbewirksamer als der Name Karl-Muck-Platz, der dem Platz 1934 zur Ehrung des 1933 in den Ruhestand getretenen Chefdirigenten der Hamburger Philharmoniker Karl Muck gegeben worden war. Davor hatte er wegen seiner Lage am früheren Holstentor Holstenplatz geheißen.

## Gestaltung
Schon von weitem fällt an der dem Holstenwall zugewandten Seite des Hochhauses eine Reihe von sechs überlebensgroßen Jünglingen aus Bronze von Bildhauer Karl Opfermann ins Auge, die dort übereinander auf Kragsteinen vor der Fassade stehen, und ebenso auf der Rückseite am Pilatuspool ein mächtiger Bronzeelefant „Anton“ mit Reiter von Bildhauer Ludwig Kunstmann. Vor allem die Arkaden zum Johannes-Brahms-Platz sind vielfältig mit keramischen Reliefs, Skulpturen, Ornamenten und Mosaiken geschmückt; an der Decke erinnern Wappen an die dem Deutschen Reich durch den Versailler Vertrag verloren gegangenen Provinzen. Nicht weniger eindrucksvoll und zeittypisch sind die mit leuchtend roten Fliesen ausgekleidete Eingangshalle, die bei einer Renovierung zwischen 1987 und 1991 ihren ursprünglichen Charakter zurückerhielt, und das Treppenhaus im Stil des Art déco.

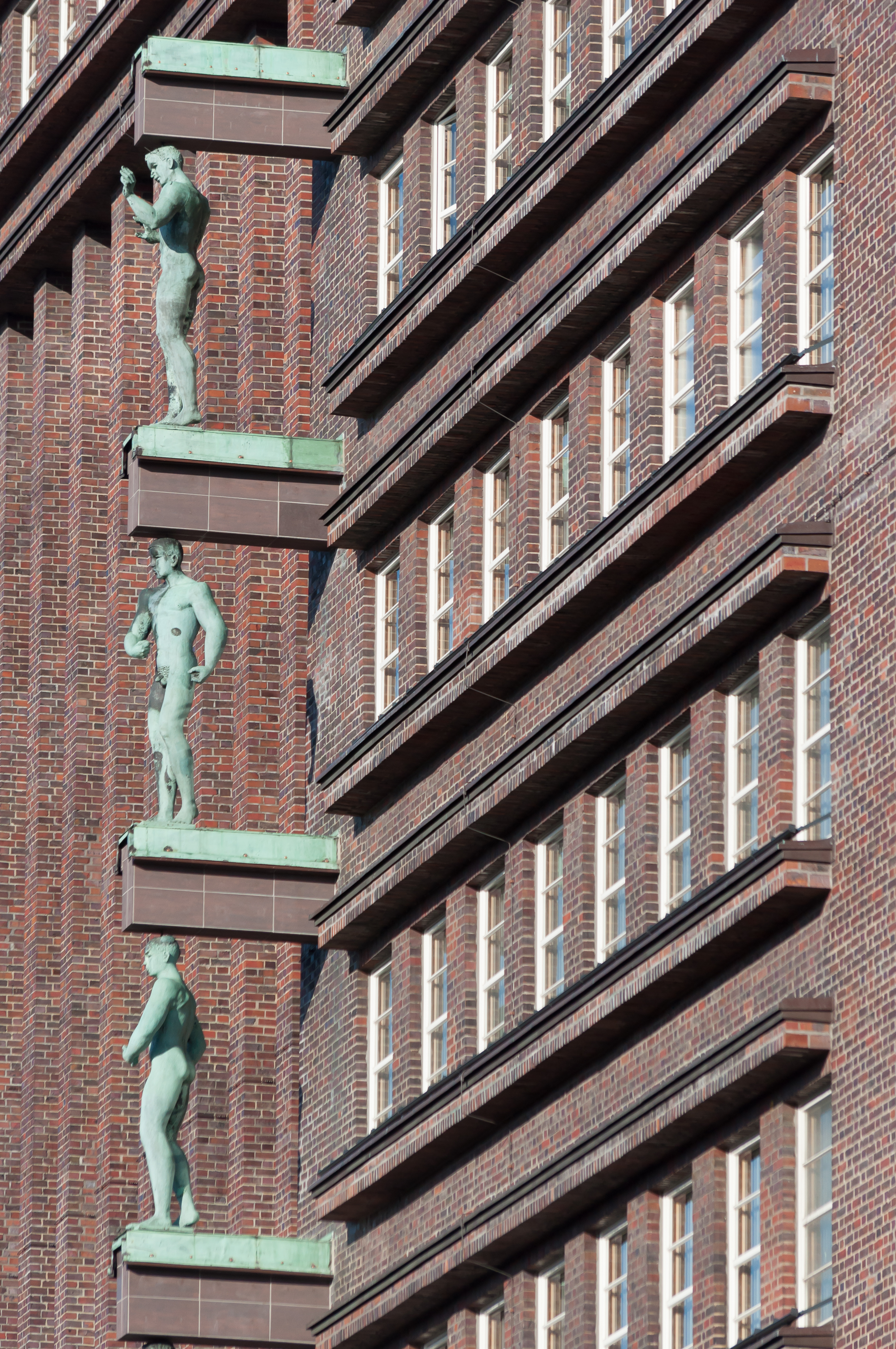
Teil der „Tänzerriege“ am Holstenwall
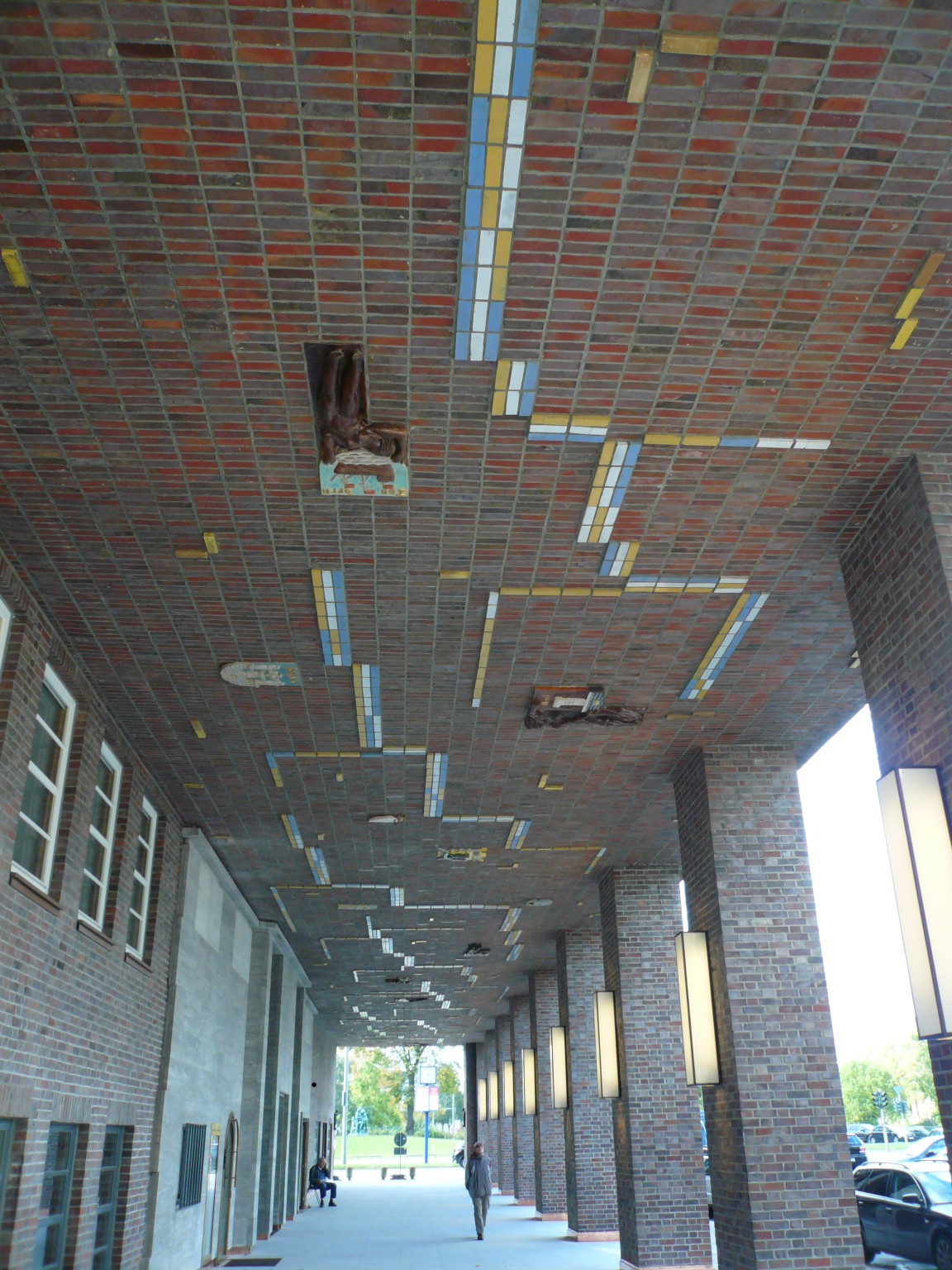
Deckenmosaik im Arkadenbereich
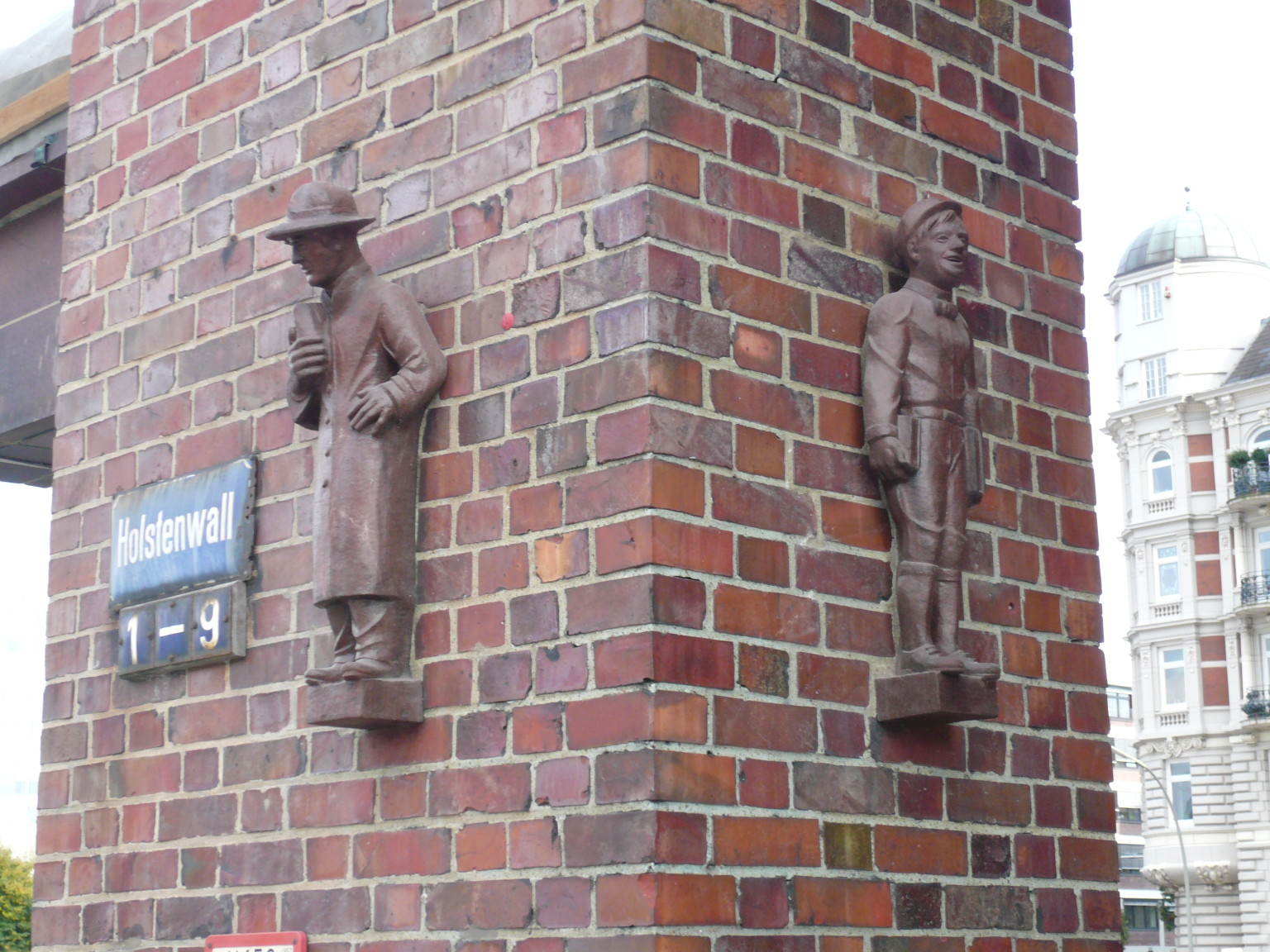
Kleinplastiken (Keramik)
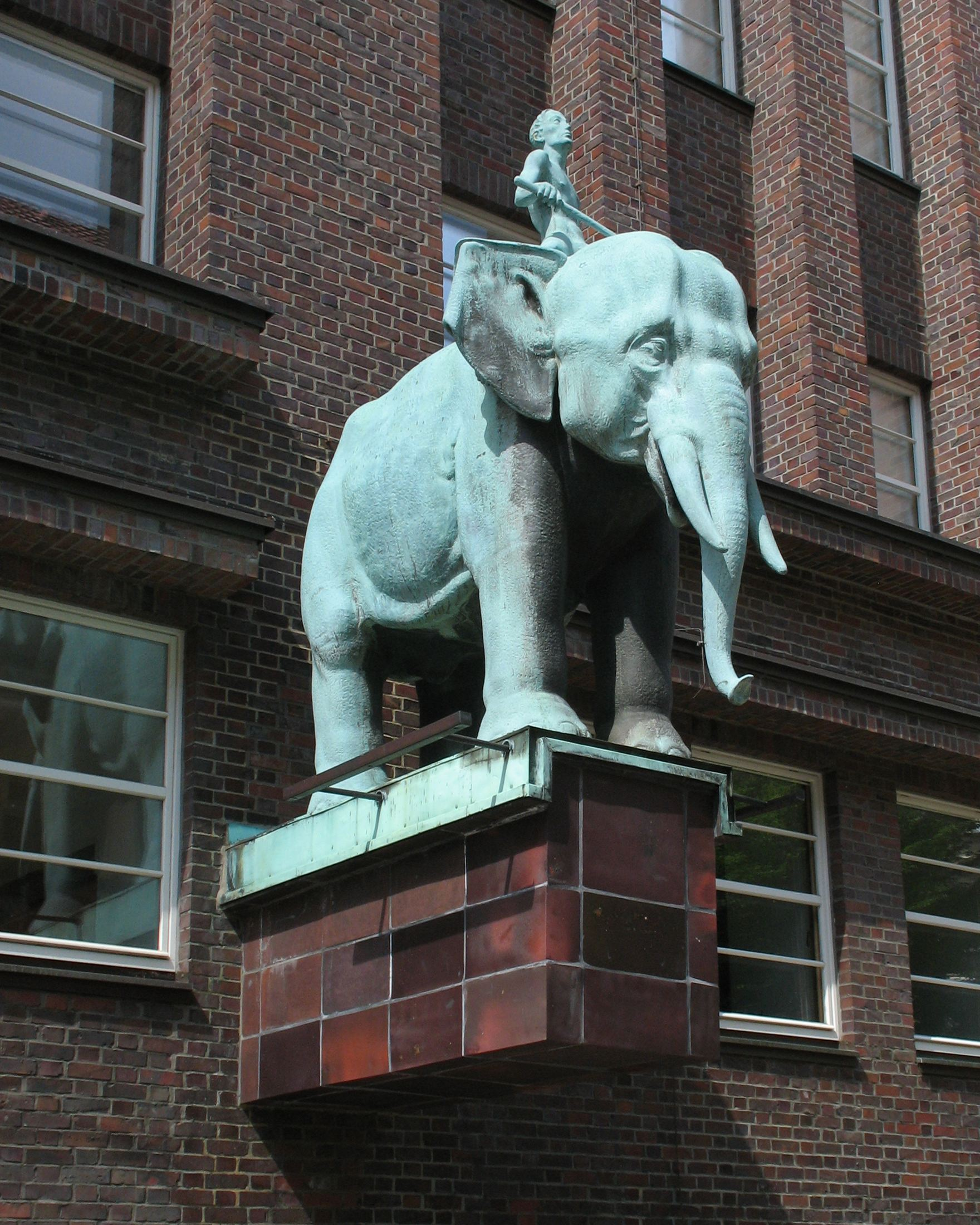
Bronzeelefant
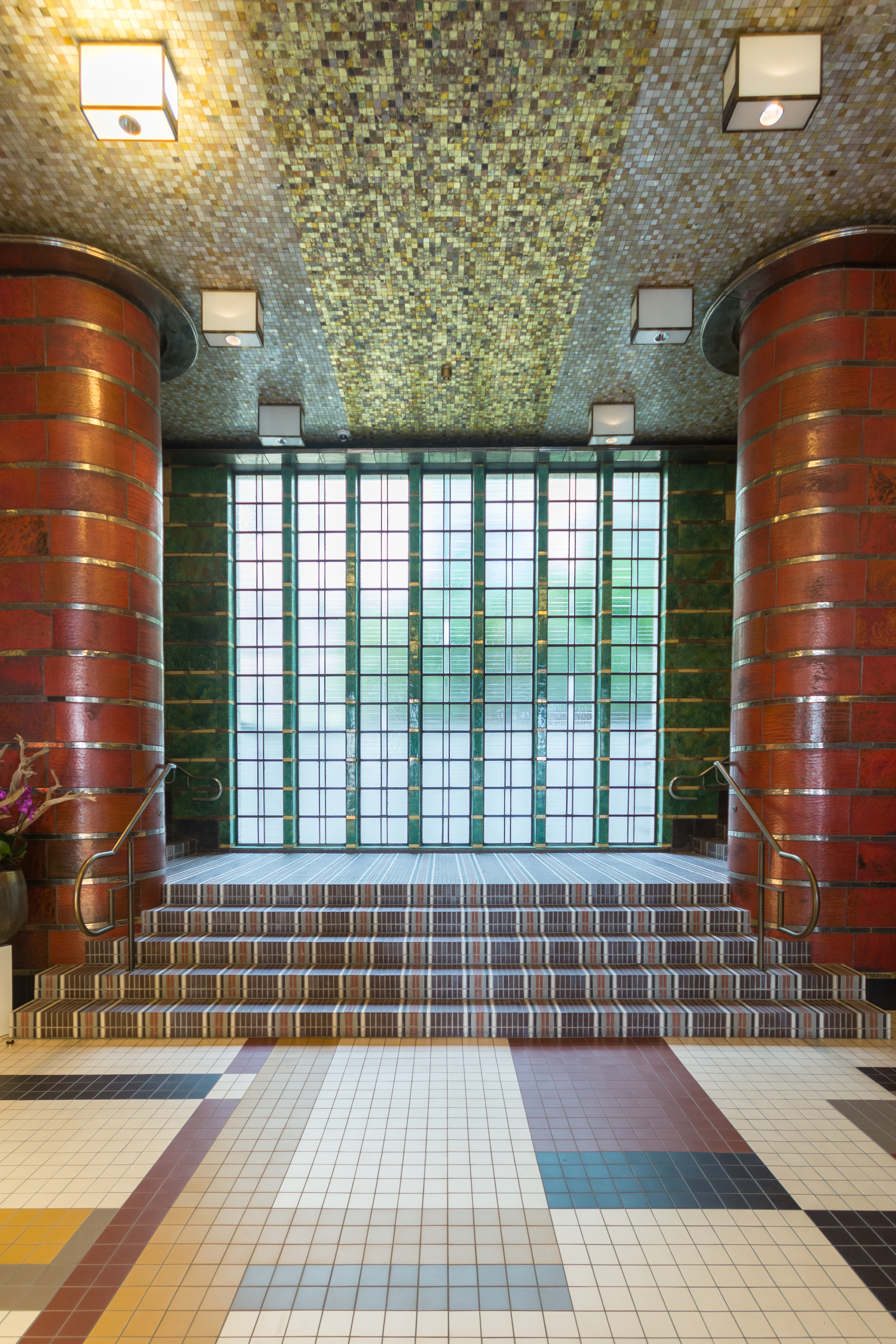
Eingangshalle
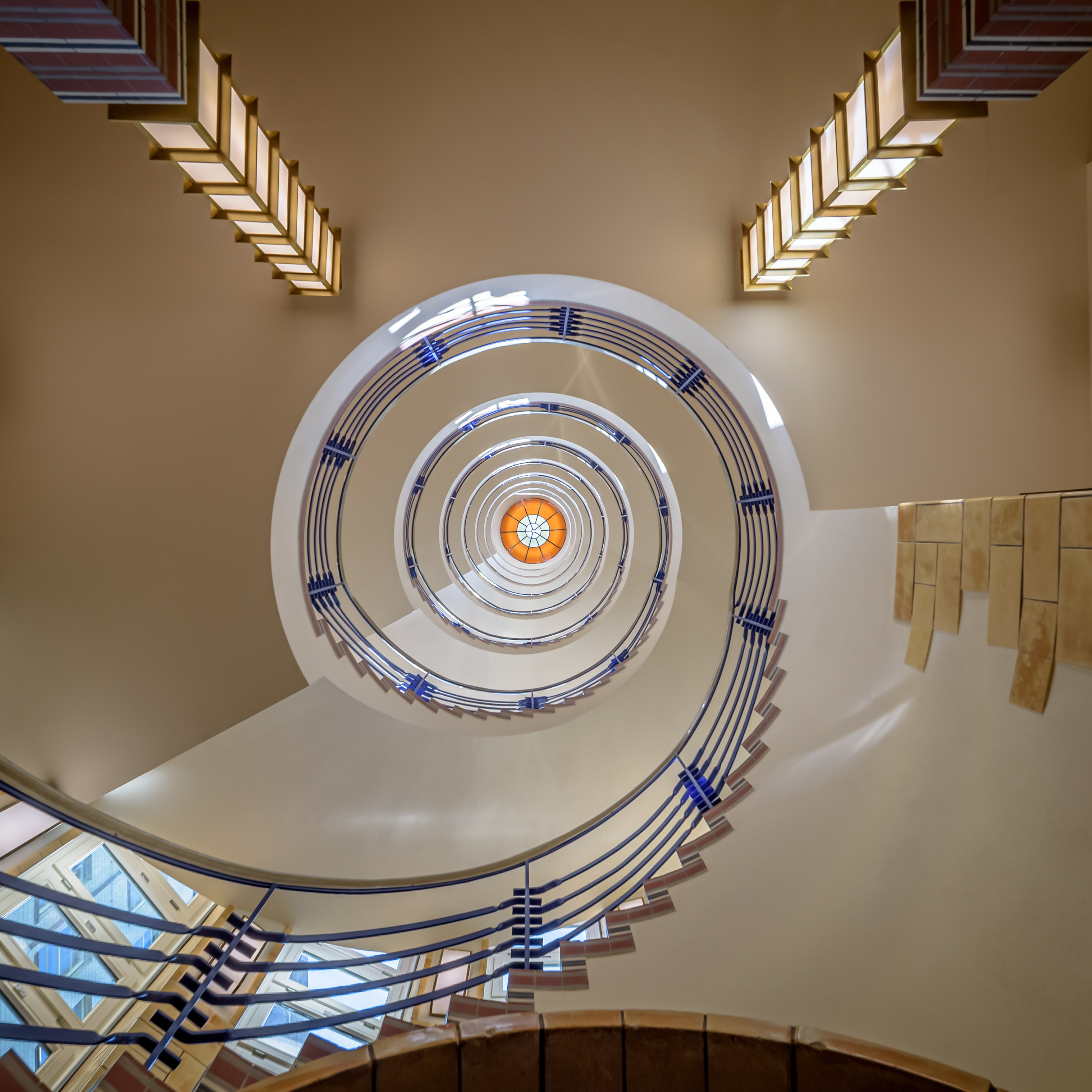
Treppenhaus von unten